# Montserrat Teixidor i Bigas
Montserrat Teixidor i Bigas és professora de Matemàtiques a la Universitat Tufts de Medford, Massachusetts. Està especialitzada en geometria algebraica, especialment els mòduls de paquets de vectors de les corbes.
El 1986 es va doctorar a la Universitat de Barcelona amb la tesi "Geometria de sistemes lineals sobre corbes algebraiques", sota la supervisió de Gerard Eryk Welters. Va treballar al departament de matemàtiques pures de la Universitat de Liverpool, al Regne Unit, on el 1988 va escriure "El divisor de les corbes que desapareix sense cap angle pla", que es va publicar a Compositio Mathematica.
El 1997 va demostrar la Conjectura de Lange per a la corba genèrica, amb Barbara Russo, que afirma que "Si {\displaystyle 0<s\leq n'(n-n')(g-1)}, llavors hi ha paquets de vectors estables amb {\displaystyle s_{n'}(E)=s}". També van aclarir què passa en l'interval {\displaystyle n'(n-n')(g-1)<s\leq n'(n-n')g} utilitzant un argument de degeneració a una corba reduïble.
Va assumir el nomenament com a professora associada de matemàtiques a la Universitat de Tufts i ha estat a la facultat de Tufts des del 1989. Ha estat revisora de diverses revistes, incloses el Bulletin of the American Mathematical Society, el Duke Mathematical Journal i la Revista de geometria algebraica. Ha ocupat llocs de responsabilitat a la Universitat de Brown i a la Universitat de Cambridge. També va ser coorganitzadora del grup de treball del Clay Mathematics Institute sobre paquets de vectors de les corbes.
El 2004 va passar un any al Radcliffe College de Harvard com a becària de Vera M. Schuyler, dedicant el seu temps a estudiar "la interacció entre la geometria de les corbes i les equacions que les defineixen".

## Publicacions seleccionades
- Montserrat Teixidor i Bigas, "Brill-Noether theory for vector bundles", Duke Math. J. Volum 62, número 2 (1991), 385-400.[9]
- Montserrat Teixidor i Bigas Curves in Grassmannians, Proc. Amer. Matemàtiques. Soc. 126 (1998), núm. 6, 1597–1603[10]
- Montserrat Teixidor i Bigas "Conjectura de Green per al genèric {\displaystyle r} -corba gonal del gènere {\displaystyle g\geq 3r-7}, "Duke Math. J. 111 (2002), núm. 2, 195-222.
- Montserrat Teixidor i Bigas Existència de sistemes coherents, Internat. J. Matemàtiques. 19 (2008), núm. 4, 449-454.[11]
- Ivona Grzegorczyk, Montserrat Teixidor i Bigas, teoria de Brill-Noether per a feixos de vectors estables, espais de mòduls i feixos de vectors, 29–50, London Math. Soc. Lecture Note Ser., 359, CUP, Cambridge (2009)[12]
- Montserrat Teixidor i Bigas, Paquets de vectors sobre corbes i aplicacions reduïbles, Procés de matemàtiques d'argila (2011)[13]
- Tawanda Gwena, Montserrat Teixidor i Bigas, Mapes entre espais de mòduls de feixos vectorials i el lloc base del divisor theta[14]
- Brian Osserman, Montserrat Teixidor i Bigas Formes alternades vinculades i Grassmannians simplèctics vinculats, Int. Matemàtiques. Res. No. IMRN 2014, núm. 3, 720-744.[15]